# Francisco Diego
Francisco Diego Fernández Wiechers (Torreón, 26 ottobre 1991) è un artista messicano.
La sua esposizione più recente "Mexico in a Blink" ebbe luogo a San Francisco e viaggerà attraverso gli Stati Uniti durante l'anno.

## Biografia
Francisco Diego è nato il 26 ottobre 1991 a Torreón, Coahuila, Messico. In giovane età si trasferisce nella storica città di Querétaro in Messico, dove inizia a dipignere.
Influenzato dal suo background artistico, lasciò Querétaro per iniziare i suoi studi. Ha conseguito una laurea in Design presso l'Univeristà Iberoamericana di Città del Messico e il Politecnico di Torino a Torino, Italia.
Ha fondato il suo studio a Città del Messico.

## Esposizioni
- Ambasciata iraniana "Al Quds" in Messico, Città del Messico, 2018.
- "SNAC Gallery" Touring North America, 2018.[2]
- "Ethos" nel Museo Franz Mayer, Città del Messico, 2018.[3]
- "Mexico in a Blink", San Francisco, California, USA, 2017–2018.[4]
- "Black Dott", Città del Messico, 2018.
- "555 Project", Città del Messico, 2017.
- "Dimensión −1", Museo de Arte Sacro[5], Querétaro, 2016.